# Trichoniscus coiffaiti
Trichoniscus coiffaiti är en kräftdjursart som beskrevs av Albert Vandel 1955A. Trichoniscus coiffaiti ingår i släktet Trichoniscus och familjen Trichoniscidae. Inga underarter finns listade i Catalogue of Life.